# Scarabaeus kochi
Scarabaeus kochi là một loài bọ cánh cứng trong họ Bọ hung (Scarabaeidae).